# Trigon
Trigon es un supervillano ficticio publicado por DC Comics. Es uno de los seres más poderosos del Universo DC, habiendo esclavizado muchos mundos. Es un adversario de los Jóvenes Titanes y la Liga de la Justicia, el padre y archienemigo de la superheroína Raven, y esposo de la humana Arella.
Trigon ha aparecido en varios medios relacionados con DC Comics, como Teen Titans (con la voz de Keith Szarabajka en la primera temporada y Kevin Michael Richardson en la cuarta) y Titans (interpretado por Seamus Dever en las dos primeras temporadas y por Craig Burnatowski en la cuarta).

## Historial de publicación
Trigon apareció por primera vez en New Teen Titans # 2 (febrero de 1981) y fue creado por Marv Wolfman y George Pérez.

## Historia
Trigon, un sádico, cruel y poderoso demonio de origen interdimensional, es el resultado del apareamiento entre un miembro femenino de una secta mística y el dios que adoraban. Un efecto secundario de esta pareja es que su hijo se llenó con las energías malignas desechadas de los habitantes de Azarath, lo que lo convirtió en su personificación. Al nacer, Trigon mató a todos a su alrededor (incluida su propia madre). A su primer año de edad gobernaba un planeta entero. Y a los 6 años, destruyó un planeta entero. Y a los 30 años de edad, poseía el dominio sobre millones de mundos en su dimensión. Existe cierta confusión con respecto a los orígenes de Trigon, ya que afirma haber existido como energía sin forma desde el comienzo de su propio universo, mientras que las energías desechadas por Azar y Azarath simplemente le permitieron tomar forma física aproximadamente mil años antes del presente de día DC.
Arella era una mujer deprimida que decidió unirse a un culto conocido como la Iglesia de la Sangre que intentaba matar a Trigon. Cuando se realizó el ritual, Trigon, disfrazado de un hombre atractivo, emergió y se casó con Arella. Después de tener relaciones con Trigon, Arella descubrió la verdadera naturaleza de Trigon después de ver su verdadera forma. Trigon envía a Arella de regreso a la Tierra, y Arella está embarazada y al borde del suicidio cuando es encontrada por un culto extradimensional y es llevada a Azarath, donde da a luz a su hija Raven. Raven es educada para "controlar sus emociones" con el fin de suprimir y controlar los poderes demoníacos que heredó de Trigon. Durante este tiempo, Trigon estaba al tanto del paradero de su hija, pero rara vez intervino, excepto cuando un monje renegado del culto intentó echar a Raven de infante a otra dimensión para evitar su posible amenaza; Trigon lo derribó en el momento de la escritura, y permitió que el culto la mantuviera a salvo en este momento.
Raven se enteró de las intenciones de Trigon de conquistar la Tierra y juró detenerlo; inicialmente se acercó a la Liga de la Justicia, pero se negaron a ella por el consejo de Zatanna, quien percibió su parentesco demoníaco. En su desesperación, reformó a los Jóvenes Titanes con varios miembros nuevos para luchar contra su padre. El equipo finalmente pudo derrotar a Trigon y sellarlo en una prisión interdimensional. Sin embargo, Raven todavía tenía que luchar contra la influencia de su padre ya que no estaba completamente destruido.
Trigon finalmente escapó y vino a la Tierra, tomando el control de Raven y destruyendo a Azarath en el proceso. Los Titanes se unieron e intentaron luchar contra Trigon, pero fueron contaminados por su influencia demoníaca y mataron a Raven; esto permitió que las almas de Azarath la poseyeran y la usaran como un canal para matar a Trigon, la posesión demoníaca había sido parte de un plan para derrotar a Trigon, ya que los Titanes nunca habrían matado a Raven por su cuenta, sacándolo de la existencia, un rayo de luz purificadora. Aunque Trigon se ha ido, sus seguidores (dirigidos por el Hermano Sangre) han intentado revivirlo varias veces.

### Hijos de Trigon
Raven se da cuenta de que Trigon ha regresado y es responsable de los recientes ataques contra miembros pasados y presentes de los Jóvenes Titanes. La causa de su resurrección de entre los muertos no se ha revelado, pero los ataques de los demonios rivales diseminaron las fuerzas de Trigon y lo dejaron desesperadamente débil, lo que lo obliga a renovar su ataque a nuestra dimensión con la esperanza de crear una nueva base de poder.
Tres de los hijos de Trigon, Jacob, Jared y Jesse, desempeñan un papel importante en su regreso a la vida. Los hermanos tienen la capacidad de inducir los siete pecados mortales en cualquier ser viviente; pueden inducir Ira (Jared), Lujuria (Jacob) y Envidia (Jesse). Intentan abrir el portal al reino de Trigon, pero traicionan a Trigon y le roban el poco poder que tenía; esto en realidad enorgullece a Trigon. El trío se va, pensando que han ganado un gran poder, y Trigon queda atrapado en su reino. Sin embargo, los tres hermanos regresan, corrompiendo a su media hermana, convirtiéndola en su aliada. Finalmente, son derrotados por Raven y los Titanes.

### The New 52
En septiembre de 2011, The New 52 reinició la continuidad de DC. En esta nueva línea de tiempo, Trigon hace su debut posterior a Flashpoint en el número uno del Phantom Stranger. En esta encarnación, Trigon tiene un par de ojos extra, lo que le da seis en total. Ha llegado a un acuerdo con el Extraño para devolverle a su descendencia Raven / Rachel Roth, a su vez para salvar a la Tierra de sus ejércitos que estaban listos para buscarla en la Tierra, habiendo destruido a Azarath hace años. En The New 52, se reveló que Trigon tiene al menos cuatro hijos, donde Raven es la más joven, sus hermanos mayores se llaman Belial, Ruskoff y Suge; Belial es el más antiguo y civilizado, según él mismo, de los tres hermanos.
Más tarde, Trigon regresa a la Tierra, sintiéndose seguro de haber inclinado a Raven a su lado durante el tiempo que pasaron juntos en los Reinos Bajos, donde el tiempo fluye de manera diferente. Se ha revelado que Trigon es el gobernante de los seis reinos conocidos como Under-Realms, un título colectivo para los planetas y dimensiones bajo su gobierno y que se ha aburrido de ellos. Al principio él gobernó a través de su propio poder, luego a través de la conquista en el campo de batalla y finalmente a través de subterfugios. Su objetivo final es unir los siete reinos bajo el gobierno de Raven, a quien él cree que los moldeará a todos a su imagen, algo que solo ella puede hacer ya que ella tiene la capacidad de amar, algo que Trigon no puede hacer.
Como parte del Mes de los Villanos de DC, Trigon reemplazó a los Jóvenes Titanes como los personajes principales en su libro por un número llamado # 23.1 con Deathstroke tomando el control # 23.2. El libro Jóvenes Titanes volvió a publicarse después de que concluyó Villains Month. Aunque no está confirmado, el evento del Mes de los Villanos deja en cuestión los orígenes de Trigon. Hace mucho tiempo, en otro universo, una trinidad de seres llamados los titanes del terror intentó erradicar el concepto del mal a través de un elemento conocido como el Corazón de la Oscuridad. Cuando los titanes del mal regresan a un mundo que creían liberado, el infierno líquido esencia una magia provocada para el terror cuando encuentran en un caos total junto con el ser que creen que es responsable, solo porque él parece no ser uno de los habitantes del planeta. Como lo habían hecho miles de millones de veces antes, lo sentenciaron a él y sus dos guardias al Corazón de la Oscuridad, que se alimentarían de sus males. Sin embargo, se horrorizaron cuando el extraño no solo resistió sino que consumió el Corazón de la Oscuridad, junto con los males de mil millones de mundos, que anunciaba el verdadero nacimiento de Trigon. Ahora impulsado por un hambre insaciable por el mal, Trigon se mueve lentamente de universo en universo, extendiendo su devastadora marca de maldad para saciar un hambre que no tiene fin.
Mucho más tarde, Trigon se encuentra con una mujer que lleva una armadura diseñada específicamente para contrarrestar sus inmensos poderes. Aunque ninguno de los dos es capaz de matar al otro, Trigon se ve obligado a retirarse, jurando que los miembros de su sangre volverían por miles para destruir al portador de la Armadura Silenciosa. Desde entonces, Trigon ha puesto sus planes en acción, solo para encontrarse con el problema de que la mayoría de las madres de sus hijos no pueden soportarlo, dejando a Trigon con solo tres hijos, todos los cuales él considera fracasos. Entonces, un día, le traen una humana de la Tierra conocida como Angela Azarat, quien le da su primera hija: Raven, la más poderosa de los hijos de Trigon, y la razón por la cual Trigon ahora se dirige a la Tierra para la conquista. Pero Raven al ser hija de Trigon y de una bruja es muy poderosa y gracias a la profecía de que ella podía destruir o salvar mundos, su amiga Koriand'r alias Starfire se libera del dominio de su padre y con el corazón en la frente y sus nuevos poderes siente la necesidad de encerrarlo en otro mundo y salvar a su otra familia, los nuevos titanes.

## Poderes y habilidades
Trigon es maldad pura y un demonio poderoso capaz de la inmortalidad, la proyección de energía, la telepatía, el cambio de tamaño, la súper fuerza, la invulnerabilidad virtual, la manipulación de la realidad, la telequinesia y la transmutación de la materia y la manipulación de la materia. Él fue capaz de remodelar todo el planeta Tierra por un capricho; había drenado las almas de millones de mundos; era aparentemente omnisciente; otorgó poderosos poderes psiónicos a Psimon; y podría crear hordas de demonios bajo su mando, así como abrir agujeros de gusano a otros mundos. Además, Trigon pudo derrotar fácilmente a los Jóvenes Titanes y a la Liga de la Justicia. Trigon también puede tomar una forma humana para engañar a otros. De esta forma, aparece como un hombre atractivo y musculoso con cabello rubio y ojos dorados brillantes.
Cada uno de los Hijos de Trigon ejerce el poder de un pecado mortal otorgado como regalo de su padre. Jared desata la ira y la ira en sus oponentes. Jesse ve en la mente de sus víctimas y se transforma en lo que más envidian, así como en asumir los poderes y habilidades de dicho envidiado para aumentar los suyos. Jacob invoca la lujuria en los corazones de su presa. Raven también posee este poder, y es capaz de inducir orgullo; sin embargo, hacerlo la dejará enferma y con náuseas durante varios días. No está claro si esto es causado por el poder demoníaco en sí mismo o por su rechazo a usarlo.

## Otras versiones
- En la continuidad de DC Bombshells, Das Trigon fue un espíritu de montaña primigenio en los Alpes alemanes que cambió de parecer después de que su amante Azaria dio a luz a su hija, Rachel. Después de la muerte de Azaria, Trigon vuelve a sus formas monótonas y acepta la oferta de Killer Frost para un lugar en su nuevo mundo. Raven tiene visiones de las horrendas acciones de su padre y lo enfrenta en Rusia, donde fue una de las criaturas mitológicas que trabajaban para el Capitán Frío. Raven le ofrece a su padre una oportunidad de redención mientras la ayuda a enfrentar a Faora. Faora mata a Trigon, lo que hace que la magia de Raven se vuelva inestable y la transforme en una bestia demoníaca. Mientras se calma, Faora se inyecta a sí misma una muestra de la inestable sangre demoníaca de Raven para convertirse en Doomsday.
- Aparece en Injustice: Gods Among Us comics.
- Trigon hace apariciones en Tiny Titans como el padre de Raven y ocasional maestro sustituto. Esta versión de Trigon se describe como un padre tonto, torpe y devoto que a menudo lleva a Raven a la escuela. Le gusta patinar con pelucas tontas, hacer barbacoas si puede hacer funcionar la parrilla, pasar tiempo con Raven y Kid Devil, un niño pequeño, y también le gusta navegar con el director Slade de la escuela cuando dejan a Lunchlady Darkseid a cargo.

## Apariciones en otros medios

### Televisión
- Trigon aparece en la serie animada Los Jóvenes Titanes, interpretado por Keith Szarabajka (en la primera temporada) y por Kevin Michael Richardson (en la cuarta temporada). Sirve como el principal antagonista de la cuarta temporada. Más o menos lo mismo que su homólogo cómico, es el mal encarnado y probablemente la amenaza más terrible que enfrentan los Jóvenes Titanes. Posee vastos poderes de manipulación de la realidad, lo que le permite remodelar la superficie de la Tierra por un capricho, revivir a los muertos (ya sea como sirvientes no muertos superpoderosos o carne y sangre), y rasgar el tejido del espacio para transportar a su ejército a través de vastas distancias. Él puede dar vida a la oscuridad interior de una persona, creando una réplica exacta de esa persona, hasta sus poderes y recuerdos. También posee habilidades sobrehumanas más genéricas, como disparar explosiones de energía, crear campos de fuerza y piroquinesis (control de fuego) [el último de los cuales puede impartir a sus sirvientes]. En el episodio de una temporada "Nevermore", aparece en la mente de Raven. Como antagonista principal en la cuarta temporada, Trigon reaparece con una apariencia diferente. Trigon resucita a Slade para obligar a Raven a liberarlo sobre la Tierra. En el final de tres partes "The End", Trigon finalmente emerge y destruye la Tierra; los Titanes se libran de una fracción del poder de Raven antes de liberar a Trigon. Los Titanes y Slade lanzan un asalto total contra Trigon, pero los derrota rápidamente. Al final, es Raven (en su forma blanca) la que derrota a Trigon utilizando sus propias habilidades místicas fortalecidas de luz pura para destruir a Trigon, deshaciendo la destrucción que había causado en el proceso. Los escritores del programa han mencionado que Trigon era una pesadilla para ellos como villano debido a sus poderes casi omnipotentes, lo que significa que, de manera realista, los Jóvenes Titanes no tendrían ninguna posibilidad contra el villano si los atacaba. La historia original de 'Terror of Trigon' contenía una solución debido a que los escritores también estaban enfrentando el mismo problema y el programa lo adaptó de los cómics.
- Trigon aparece en el segmento New Teen Titans de DC Nation Shorts, con Kevin Michael Richardson retomando su papel. En un corto, llega a la torre Titans para visitar a Raven. Cuando Raven intenta cerrarle la puerta, Trigon mete su enorme uña en el camino de la puerta y le da a Raven un conejito de peluche. Raven usa sus poderes para cortarle la uña para que la puerta se cierre y luego usa sus poderes para romper el conejito de peluche en pedazos.
- Trigon aparece en la serie Teen Titans Go! expresado de nuevo por Kevin Michael Richardson sin conexión con la serie original de Teen Titans. Esta versión de Trigon se presenta como un padre torpe que quiere lo mejor para su hija, que es para que ella acepte su herencia demoníaca y se una a él para destruir los universos. Los Teen Titans no sabían que Trigon era el padre de Raven antes de su debut en "Dog Hand". Las apariciones de Trigon tienen un tema recurrente de tentar a Raven para que abarque su herencia demoníaca: engrandecer a los compañeros de su hija dándoles nuevos superpoderes en "Dog Hand", haciendo que Raven se ponga celoso al unirse con Starfire en "Caramel Apples", y literalmente entrar en su hija'
- Trigon aparece en DC Super Hero Girls, una vez más con la voz de Kevin Michael Richardson. Si bien sigue queriendo que Raven siga sus pasos y practique magia oscura en esta versión, es mucho más indulgente y, finalmente, deja que Raven ingrese en Superhero High en lugar de su escuela en casa, y finalmente participe en varias juntas y actividades para bien de padres.
- Trigon aparece como el principal antagonista en Titans, retratado por Seamus Dever en su apariencia humana. Él está detrás de "La Organización" utilizando a la Familia Nuclear para cazar a Rachel y usando al Dr. Adamson como su cuidador como se ve en los episodios "Hawk and Dove" y "Together". Trigon aparece en forma humana en el episodio "Koriand'r" donde Rachel es persuadida por Angela Azarath para que lo llame. Mientras Trigon sana a Garfield Logan mientras descubre que su existencia es fascinante, ya que sus bandos humanos y animales están en guerra, le dice a Angela que puede comenzar a destruir la Tierra cuando el corazón de Rachel se rompa. En el episodio "Dick Grayson", Trigon somete a Dick Grayson a una oscura visión del futuro donde Batman comenzó a matar a sus enemigos, lo que llevó a Dick a matarlo como parte del plan de Trigon para que Dick abrazara la oscuridad. En el episodio "Trigon", Hawk, Dove y Jason Todd llegan a la casa de Angela, uniéndose a Donna y Kory para intentar detener a Trigon, pero todos sucumben a los poderes de Trigon. Trigon rompe la voluntad de Rachel al hacer que los héroes aparentemente golpeen a Gar hasta la muerte. Con Rachel bajo su control, Trigon comienza a destruir toda la vida a su alrededor, comenzando con Angela. Sin embargo, Gar sobrevive y usa su amistad con Rachel para liberarla de Trigon. A su vez, Rachel salva a Dick antes de derrotar a su padre y liberar al resto.

### Películas
- Trigon aparece en la película animada Justice League vs. Teen Titans, con la voz de Jon Bernthal.[11] Esta versión puede crear y enviar demonios para que posean a otros, un rasgo que usa para manipular a la Liga de la Justicia para atacar a los Jóvenes Titanes y capturar a su hija Raven. Ra's al Ghul también le reveló que había creado los Pozos de Lázaro. Finalmente, es derrotado por las fuerzas combinadas de los Jóvenes Titanes y Liga de la Justicia.
- Trigon aparece en la película animada Justice League Dark: Apokolips War como un antagonista secundario junto a Darkseid, ahora con la voz de John DiMaggio. Mientras aún está encarcelado en el fragmento de cristal de Raven después de su derrota, Trigon comienza a intentar escapar, debilitando gradualmente a Raven en el progreso, aunque en un momento durante la invasión de Apokolips por parte de los héroes, en realidad la ayuda a superar algunas de las trampas allí. Más tarde, después de que Robin muere tratando de salvar a su padre, la ira de Raven finalmente libera a Trigon de su prisión, por lo que posee a Superman y procede a luchar contra Darkseid, aunque Superman se libera tras la muerte de Lois Lane en el edificio LexCorp. Debilitado al principio, Trigon recupera su forma física y su poder gracias a Raven y Constantine para que pueda continuar luchando contra Darkseid, proporcionando a los héroes tiempo para escapar mientras Cyborg genera un Boom Tube para destruir Apokolips. Se escucha a Trigon reír mientras arrastra a Darkseid consigo mismo al olvido.
- Trigon aparece en Teen Titans Go! to the Movies. Cuando Robin está triste por no tener su propia película, todos los Titanes le recuerdan cómo habrían terminado si él no los hubiera alistado para ser parte de los Teen Titans con Raven mencionando que si ella no hubiera sido reclutada, ella habría Lo más probable es que esclavices muchos mundos a lo largo de Trigon.
- Los Teen Titans Go! y las versiones animadas de Trigon de Teen Titans aparecen como los principales antagonistas de Teen Titans Go! vs. Teen Titans con Kevin Michael Richardson repitiendo el papel para ambas versiones y Rhys Darby expresando su alias Maestro de Juegos. El 2013 Go!, la versión de Trigon se disfraza de "El maestro de los juegos" y enfrenta a los Titanes de 2013 contra las versiones originales de la serie animada de 2003 de los Titanes. Él usa esto como una oportunidad para absorber los poderes demoníacos de Raven para resucitar al Trigon de 2003, con quien planea conquistar el multiverso. Sin embargo, cuando su contraparte original continúa burlándose de él y tratándolo como un sirviente, Trigon de 2013 absorbe a Trigon de 2003 y se transforma en un ser conocido como Hexagon. Con la ayuda de Titans en todo el multiverso, los dos equipos animados de Titans pueden recuperar los poderes de Raven (destruyendo así el Trigon original una vez más en el proceso) y enviar al Trigon de 2013 a una dimensión zombi.

### Videojuegos
- Trigon aparece en Teen Titans, no como un personaje principal, sino como un personaje jugable que se puede desbloquear en la parte del minijuego Master of Games.
- Trigon uno de los villanos en el juego DC Universe Online, además de que tendrá un DLC "Sons of Trigon".
- Trigon aparece como un personaje no jugable en Injustice: Gods Among Us como ayuda para el súper movimiento de Raven.[12] Durante la pelea de la Mujer Maravilla con la versión alternativa de Raven, se menciona que la iteración alternativa de la victoria de Superman acelerará el regreso de Trigon. Trigon también puede ser combatido en las misiones STAR Labs, lo que lo convierte en uno de los únicos jefes que no se pueden jugar. Además de éstos, Trigon también hace una aparición en Escorpión final de la clásica batalla donde se había convocado a Escorpión el Universo DC.
- Trigon también aparece en la aplicación móvil Teeny Titans, que es un juego de lucha de figuras basado en el programa Teen Titans Go!. Es uno de los personajes con los que el jugador puede luchar y también está disponible como dos figuras con las que los jugadores pueden luchar y usar en el juego: uno que representa su forma demoníaca original y otro para su encarnación más parecida a un padre.
- Trigon aparece como un personaje jugable en Lego DC Super-Villains, con la voz de Darin De Paul.